# Монько, Ксения Ивановна
Ксения Ивановна Монько (род. 8 февраля 1992 года в Кирове, Кировская область, Россия) — бывшая российская фигуристка, выступающая в танцах на льду. Они с Кириллом Халявиным — чемпионы мира среди юниоров 2011 года, двукратные победители юниорского финала Гран-при, бронзовые призёры чемпионата мира среди юниоров 2010 года, вице-чемпионы России 2015 года, двукратные чемпионы России среди юниоров. По состоянию на 26 апреля 2015 года пара занимает 10-е место в рейтинге Международного союза конькобежцев (ИСУ).

## Карьера
Ксения Монько и Кирилл Халявин начинали кататься на коньках в Кирове у Ольги Николаевны Рябининой. В 2005 году, вместе с тренером и ещё тремя танцевальными парами (Ольга Гмызина/Иван Лобанов, Мария Монько/Александр Борцов и Юлия Злобина/Алексей Ситников) переехали в Ростов-на-Дону, так как там были предложены лучшие условия для тренировок. На международном юниорском уровне пара начала участвовать в соревнованиях в 2006 году. В мае 2009 года переехали, опять вместе с Рябининой, в Москву и вошли в группу Елены Кустаровой и Светланы Алексеевой.
Первые заметные успехи пришли к ним в сезоне 2009—2010, когда они выиграли два этапа юниорского Гран-при, а затем победили в финале. Они были одними из главных претендентов на золото чемпионата мира среди юниоров 2010 года, но заняли лишь третье место, пропустив вперед другую российскую пару Елена Ильиных и Никита Кацалапов, а также канадцев Александру Пол и Митчелла Ислама.
В сезоне 2010—2011, совместно с тренерами приняли решение остаться в юниорах. Выиграли в этом сезоне все соревнования в которых приняли участие, в том числе финал Гран-при среди юниоров и чемпионат мира среди юниоров.
В сезоне 2011—2012 перешли во «взрослые». Были заявлены на этапы Гран-при в США и Китае, однако, в августе 2011 года Кирилл серьёзно заболел и пара была вынуждена сняться с обоих турниров. Таким образом, их первым стартом в сезоне стал чемпионат России, где они заняли 5-е место. В феврале 2012 года пара перешла в группу Александра Жулина и Олега Волкова. До послеолимпийского сезона у пары не складывалось.
Однако осенью 2014 года у пары начался прогресс. На канадском этапе Гран-при пара остановилась в шаге от подиума, а на заключительном этапе в Осаке (Япония) они превосходно откатали произвольную программу (улучшив свои прежние спортивные достижения) и впервые выиграли медаль (на этапе Гран-при) за второе место. Это позволило им стать первыми запасными на финальный турнир. Пара очень удачно выступила на российском чемпионате, оказавшись вторыми. По всей вероятности пик формы прошёл к европейскому чемпионату в Швеции, где пара дебютировала. Они не лучшим образом исполнили короткий танец, а в произвольном не исправили ситуацию. Через два месяца на мировом чемпионате в Шанхае пара выступила удачнее и финишировала на восьмом месте.
Новый сезон пара начала в Минске, где выиграла международный турнир. В конце октября фигуристы выступали в Канаде в серии Гран-при на турнире Skate Canada. Их выступление  было не совсем удачным, они финишировали лишь пятыми. Далее последовала травма, после которой Ксения завершила спортивную карьеру фигуриста и перешла в тренеры.

## Программы
| Сезон     | Оригинальный/Короткий танец                                | Произвольный танец                                  |
| --------- | ---------------------------------------------------------- | --------------------------------------------------- |
| 2013—2014 | Квикстеп Big Bad Voodoo Daddy Фокстрот: LOVE Nat King Cole | Selection Рене Обри Selection Гаэтано Доницетти     |
| 2012—2013 | Вальс: Sous le ciel de Paris Ив Монтан Полька              | Фламенко                                            |
| 2011—2012 |                                                            | Танго                                               |
| 2010—2011 | Вальс: Padam… Padam… Padam… Эдит Пиаф                      | Саундтрек к фильму «Фрида» Эллиот Голденталь        |
| 2009—2010 | Украинский народный танец: «Ніч яка місячна» Гопак         | Блюз в исполнении Джеймса Брауна и Лучано Паваротти |

## Спортивные достижения

### Результаты после 2011 года
(с К. Халявиным)
| Соревнования/Сезон                   | 2011—2012 | 2012—2013 | 2013—2014 | 2014—2015 | 2015—2016 |
| ------------------------------------ | --------- | --------- | --------- | --------- | --------- |
| Чемпионаты мира                      |           |           |           | 8         |           |
| Чемпионаты Европы                    |           |           |           | 10        |           |
| Командные чемпионаты мира            |           | 4/3       |           |           |           |
| Этапы Гран-При:Skate Canada          |           |           |           | 4         | 5         |
| Этапы Гран-при: NHK Trophy           |           |           |           | 2         |           |
| Этапы Гран-при: Trophee Eric Bompard |           |           | 6         |           |           |
| Этапы Гран-при: Rostelecom Cup       |           | 6         | 5         |           | WD        |
| Международный кубок Ниццы            |           | 1         | 3         |           |           |
| Nebelhorn Trophy                     |           | 4         | 2         |           |           |
| Международный турнир в Беларуси      |           |           |           | 1         | 1         |
| Чемпионаты России                    | 5         | 4         | 5         | 2         |           |
| Зимние Универсиады                   |           |           | 6         |           |           |

- WD — фигуристы снялись с соревнований.

### Результаты до 2011 года
(с К. Халявиным)
| Соревнования/Сезон                        | 2006—2007 | 2007—2008 | 2008—2009 | 2009—2010 | 2010—2011 |
| ----------------------------------------- | --------- | --------- | --------- | --------- | --------- |
| Чемпионаты мира среди юниоров             |           |           |           | 3         | 1         |
| Чемпионаты России среди юниоров           | 8         | 4         | 5         | 1         | 1         |
| Финалы юниорского Гран-при                |           |           |           | 1         | 1         |
| Этапы юниорского Гран-при, Великобритания |           |           |           |           | 1         |
| Этапы юниорского Гран-при, Турция         |           |           |           | 1         |           |
| Этапы юниорского Гран-при, Беларусь       |           |           |           | 1         |           |
| Этапы юниорского Гран-при, Чехия          |           |           | 5         |           |           |
| Этапы юниорского Гран-при, ЮАР            |           |           | 3         |           |           |
| Этапы юниорского Гран-при, Хорватия       |           | 3         |           |           |           |
| Этапы юниорского Гран-при, Румыния        |           | 3         |           |           | 1         |
| Этапы юниорского Гран-при, Норвегия       | 11        |           |           |           |           |

## Личная жизнь
Старшая сестра Ксении — Мария, так же выступала в танцах на льду на международном уровне и с Ильёй Ткаченко была победительницей юниорского финала Гран-при сезона 2007—2008.
Сама Ксения в начале лета 2017 года вышла замуж за своего бывшего партнёра Кирилла Халявина.